# Varesmetsa
Koordinaten: 59° 7′ N, 27° 23′ O
Varesmetsa ist ein Dorf (estnisch küla) in der Landgemeinde Alutaguse (bis 2017 Iisaku). Es liegt im Kreis Ida-Viru (Ost-Wierland) im Nordosten Estlands.
Das Dorf hat 58 Einwohner (Stand 16. Oktober 2010). Es wurde erstmals 1544 urkundlich erwähnt.